# America settentrionale
L'America settentrionale è una delle tre principali macroregioni, distinte per posizione geografica, in cui attualmente viene suddivisa l'intera America (le altre due macroregioni sono l'America centrale e l'America meridionale). In particolare, l'America settentrionale rappresenta gran parte dell'America del Nord (quando si effettua una suddivisione dell'America in due, Nord/Sud, anziché tre), a esclusione dell'America centrale.

## Toponimia
La denominazioni "America del Nord" e "Nord America" (e sue grafie alternative) sono ambigue in quanto utilizzate anche per indicare tutto il continente nordamericano (o subcontinente nordamericano). Al fine di evitare equivoci con il continente nordamericano (o subcontinente nordamericano) la denominazione "America Settentrionale" è quindi preferibile.
Sempre più in disuso è, invece, il termine "America Anglosassone" per indicare le nazioni colonizzate dal Regno Unito che tutt'oggi parlano inglese (USA, Canada anglosassone, Bahamas, Belize, Jamaica etc.).

## Geografia

### Geografia fisica

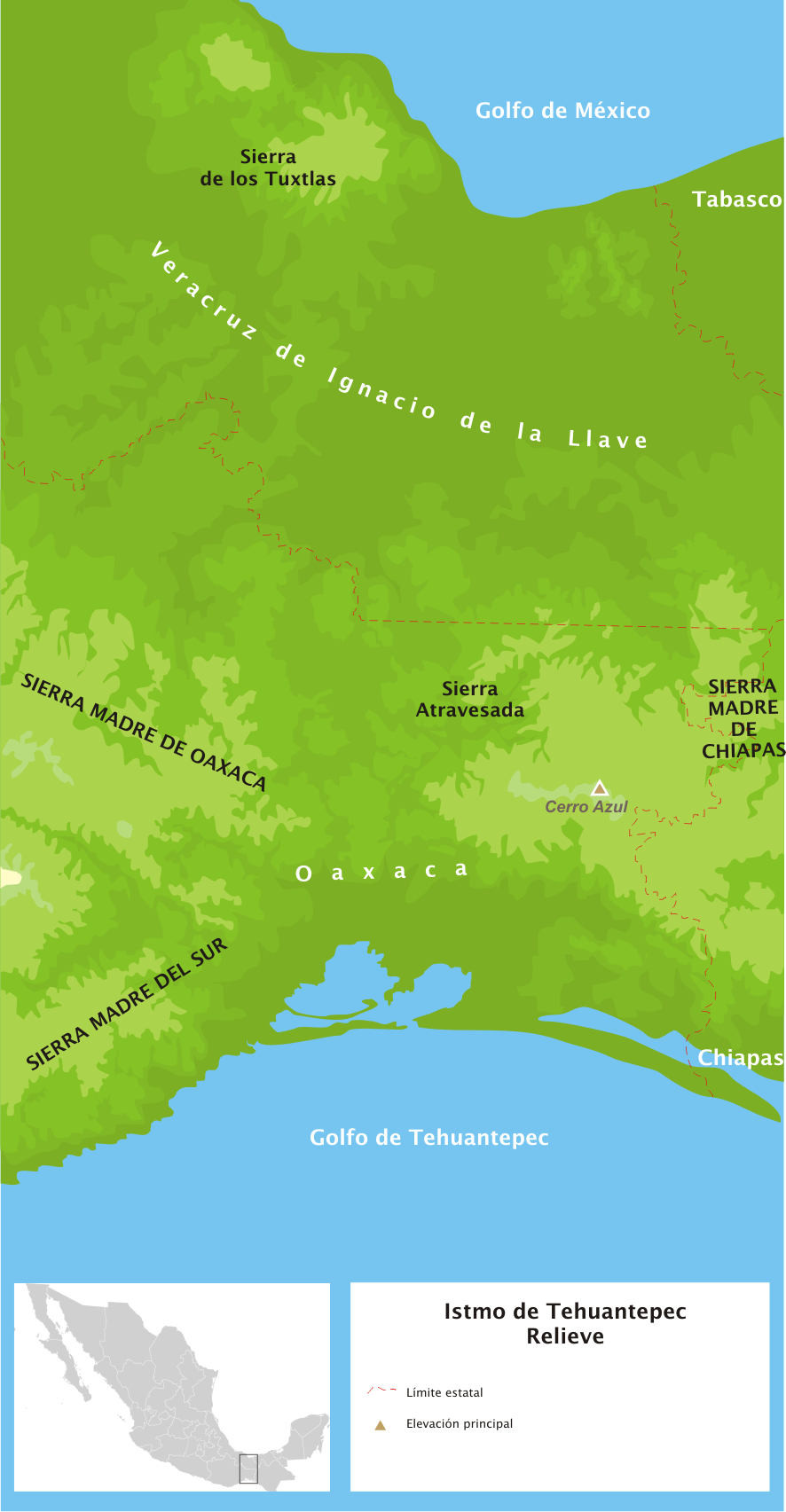
L'Istmo di Tehuantepec

L'America settentrionale rappresenta la parte settentrionale del continente nordamericano (o subcontinente nordamericano). È delimitata quasi esclusivamente da mari e oceani: a nord dal Mar Glaciale Artico a ovest dall'Oceano Pacifico, a est dall'Oceano Atlantico, a sud dall'America centrale continentale e dal Golfo del Messico. In particolare, come confine tra l'America settentrionale e l'America centrale continentale, viene considerato l'Istmo di Tehuantepec.
L'America Settentrionale ha una superficie di 24.490.000 km² che rappresentano il 95% circa della superficie del continente nordamericano (o subcontinente nordamericano), il 55,2% circa della superficie dell'America, il 15,7% circa della superficie delle terre emerse del mondo e il 4,6% circa della superficie del mondo.

#### Orografia
L'America settentrionale è caratterizzata da due grandi catene montuose che partono dal nord ovest e arrivano a sud ovest esse sono: le catene costiere e le montagne rocciose. Le pianure più ampie sono: le Grandi Pianure, Pianure Costiere e lo Scudo Canadese. i monti più elevati sulla costa est sono gli Appalachi.

#### Idrografia

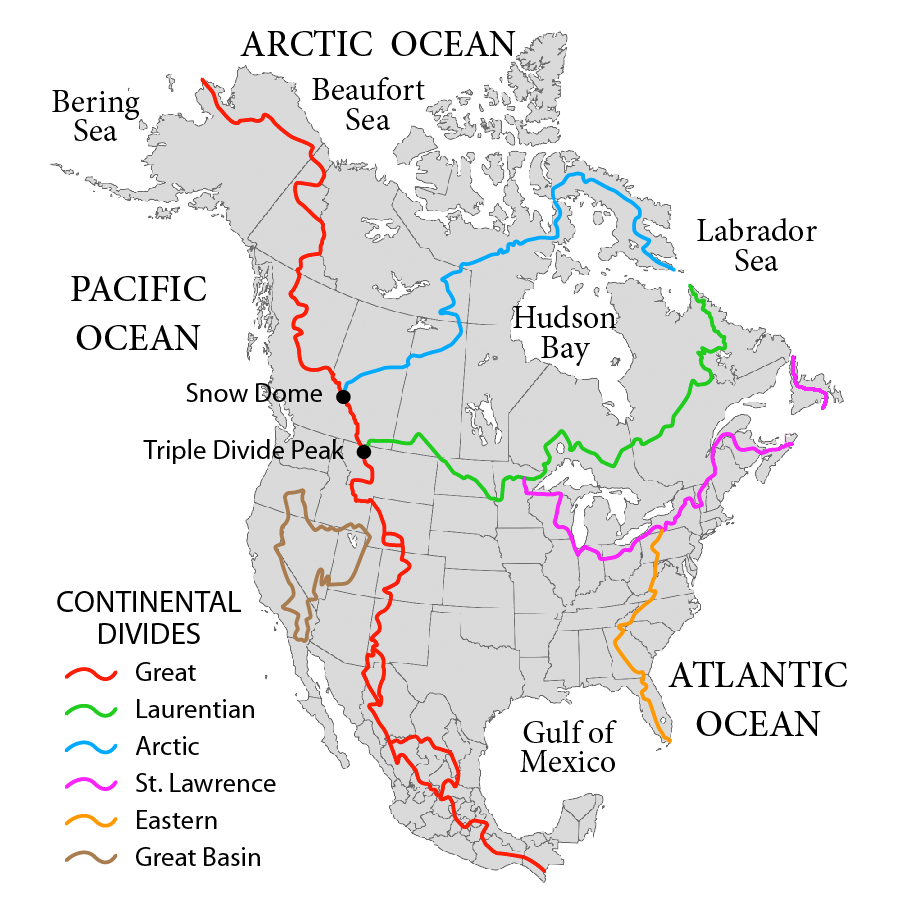
Spartiacque nell'America settentrionale

I fiumi più importanti dell'America settentrionale sono il Mississippi, il Missouri e il San Lorenzo. Il primo e il secondo scorrono negli Stati Uniti, il terzo negli Stati Uniti e in Canada. Altri fiumi importanti sono il Colorado e il Columbia, entrambi negli Stati Uniti.
In America settentrionale ci sono sei laghi importanti: il Grande Lago degli Orsi, il Michigan, il Superiore, l'Erie, l'Ontario e l'Huron. Altri laghi importanti sono: il Lago Athabasca, il Grande Lago degli Schiavi e il Lago delle Renne, tutti in Canada.
L'America settentrionale è bagnata dall'Oceano Atlantico a est, dall'Oceano Pacifico a ovest e dal Mar Glaciale Artico a nord. Vi sono diversi spartiacque, come lo spartiacque continentale delle Americhe, quello orientale, il laurenziano e quello del fiume San Lorenzo.

### Geografia umana
La popolazione stanziata nell'America Settentrionale è di circa 528 720 588 di abitanti (dato del 2018).

#### Geografia politica
Politicamente l'America settentrionale è suddivisa fra i seguenti due stati indipendenti:
- Canada;
- Stati Uniti d'America.

Il Canada è compreso interamente nell'America settentrionale. Degli Stati Uniti d'America non è compreso nell'America settentrionale solo l'Atollo Palmyra, atollo dell'Oceano Pacifico.
Il Messico è compreso solo in gran parte nell'America settentrionale. In particolare del Messico non rientrano nell'America settentrionale il Tabasco, il Campeche, lo Yucatán, il Quintana Roo, il Chiapas e una piccola parte del Veracruz e dell'Oaxaca.
Non compreso nei suddetti tre stati indipendenti, il rimanente territorio dell'America settentrionale politicamente è suddiviso fra i seguenti tre territori dipendenti da stati europei:
- Bermuda (dipendenza del Regno Unito);
- Groenlandia (dipendenza della Danimarca);
- Saint-Pierre e Miquelon (dipendenza della Francia).

Questi tre territori dipendenti da stati europei sono compresi interamente nell'America settentrionale.

### L'America settentrionale in ambito geopolitico

L'America settentrionale in ambito geopolitico

In ambito geopolitico normalmente, per quanto riguarda le macroregioni sovranazionali, si prescinde dai confini riconosciuti in ambito geografico e si considera i confini degli stati ad essi più prossimi. Secondo tale consuetudine, in ambito geopolitico l'America settentrionale è delimitata a sud da confini diversi rispetto a quelli riconosciuti in ambito geografico. 

L'America settentrionale secondo l'ONU

In particolare, come confine tra America settentrionale e America centrale continentale, in ambito geopolitico non viene considerato l'Istmo di Tehuantepec ma il confine tra Messico e Guatemala e tra Messico e Belize. Cioè tutto il Messico (quindi anche il Tabasco, il Campeche, lo Yucatán, il Quintana Roo, il Chiapas e tutto il Veracruz e l'Oaxaca) viene considerato appartenente all'America settentrionale.
Discostandosi da quanto normalmente avviene in ambito geopolitico, il geoschema delle Nazioni Unite considera invece tutto il Messico appartenente all'America centrale. Cioè considera, come confine tra l'America settentrionale e l'America centrale, il confine tra Stati Uniti d'America e Messico. Secondo l'ONU l'America settentrionale è dunque formata dai territori dei seguenti stati e dipendenze: Canada, Stati Uniti d'America, Bermuda, Groenlandia e Saint-Pierre e Miquelon.